# مغاغه
یکی از شهرستان‌های استان منیا کشور مصر است.
این منطقه زادگاه عبدالحکیم عبدالصمد کامل، بازیگر و خواننده سرشناس مصری است. 
روستاهای مهم آن عبارت‌اند از:
- ابا الوقف
- برطاط الجبل
- سالم الموقف
- شارونه
- شم البصل
- طمبدی